# Nynäshamn–Rostock
Nynäshamn-Rostock eller Hansa Destinations, även Hansalinjen, är en färjelinje i Östersjön som trafikerade rutten Nynäshamn-Rostock från augusti 2021 till årsskiftet 2022/2023. Färjelinjen trafikerades av Rederi AB Gotland mellan Nynäshamn i Sverige och Rostock i Tyskland, med vissa turer via Visby. Linjen trafikerades av M/S Drotten samt roro-fartygen Eliana Marino och Cadena 3 med tre avgångar i veckan från vardera hamn.